# (1766) Slipher
(1766) Slipher es un asteroide que forma parte del cinturón de asteroides y fue descubierto el 7 de septiembre de 1962 por el equipo del Indiana Asteroid Program de la universidad de Indiana desde el observatorio Goethe Link de Brooklyn, Estados Unidos.

## Designación y nombre
Slipher recibió al principio la designación de 1962 RF.
Posteriormente se nombró en honor de los astrónomo estadounidenses Vesto Melvin Slipher (1876-1969) y Earl C. Slipher (1883-1964).

## Características orbitales
Slipher está situado a una distancia media del Sol de 2,749 ua, pudiendo acercarse hasta 2,509 ua y alejarse hasta 2,99 ua. Su excentricidad es 0,08753 y la inclinación orbital 5,227°. Emplea 1665 días en completar una órbita alrededor del Sol.